# Patrick Careil
Pour la commune, voir Careil.
Patrick Careil (né en 1947) est un banquier et haut fonctionnaire français.

## Biographie
Né le 18 mars 1947 à Neuilly-sur-Seine, dans la Seine, Patrick Careil est diplômé d'études supérieures en droit public et de l'Institut d'études politiques de Paris (section Service public, promotion 1969) et ancien élève de l'École nationale d'administration (promotion Simone-Weil, 1974), dont il sort dans le corps des inspecteurs des finances.
Rapporteur des travaux de diverses commissions, il a été[Quand ?] maître de conférences à l'École polytechnique et à l'ENA. Il devient en 1981 conseiller technique de Jacques Delors et Laurent Fabius, ministres de l'Économie et délégué au Budget, et travaille à la création de l'impôt sur les grandes fortunes (IGF). Il devient ensuite directeur du service de la législation fiscale du ministère de l'Économie (1983) et directeur du cabinet des ministres de la Défense Charles Hernu puis Paul Quilès (1984). Pierre Lacoste affirmera en 1997 son implication dans l'affaire du Rainbow Warrior, tandis qu'il sera mis en cause en 1999 par Gilles Ménage pour son rôle supposé à ce poste dans l'affaire des écoutes de l'Élysée.
Chargé de mission au cabinet de Pierre Bérégovoy, ministre de l'Économie (1988), il passe en 1989 à la présidence de la banque Hervet, le dernier établissement bancaire public en France, dont il gère en 2000 la privatisation, — laquelle sera critiquée en 2015 dans un hors-série de la Fondation iFRAP intitulé « Le dossier noir de l'ENA ». préside en 1997-1998 la Société marseillaise de crédit, qu'il restructure. Il est ensuite directeur général délégué d'HSBC France (2004), puis conseiller du président-directeur général de Rallye, Jean-Charles Naouri (2007).

### Engagement politique
Militant au Parti socialiste et à la Ligue des droits de l'homme sous le pseudonyme de « Patrick Leirac », il a été membre en 1992 du Comité national pour le oui à Maastricht.